# كاميشيباي

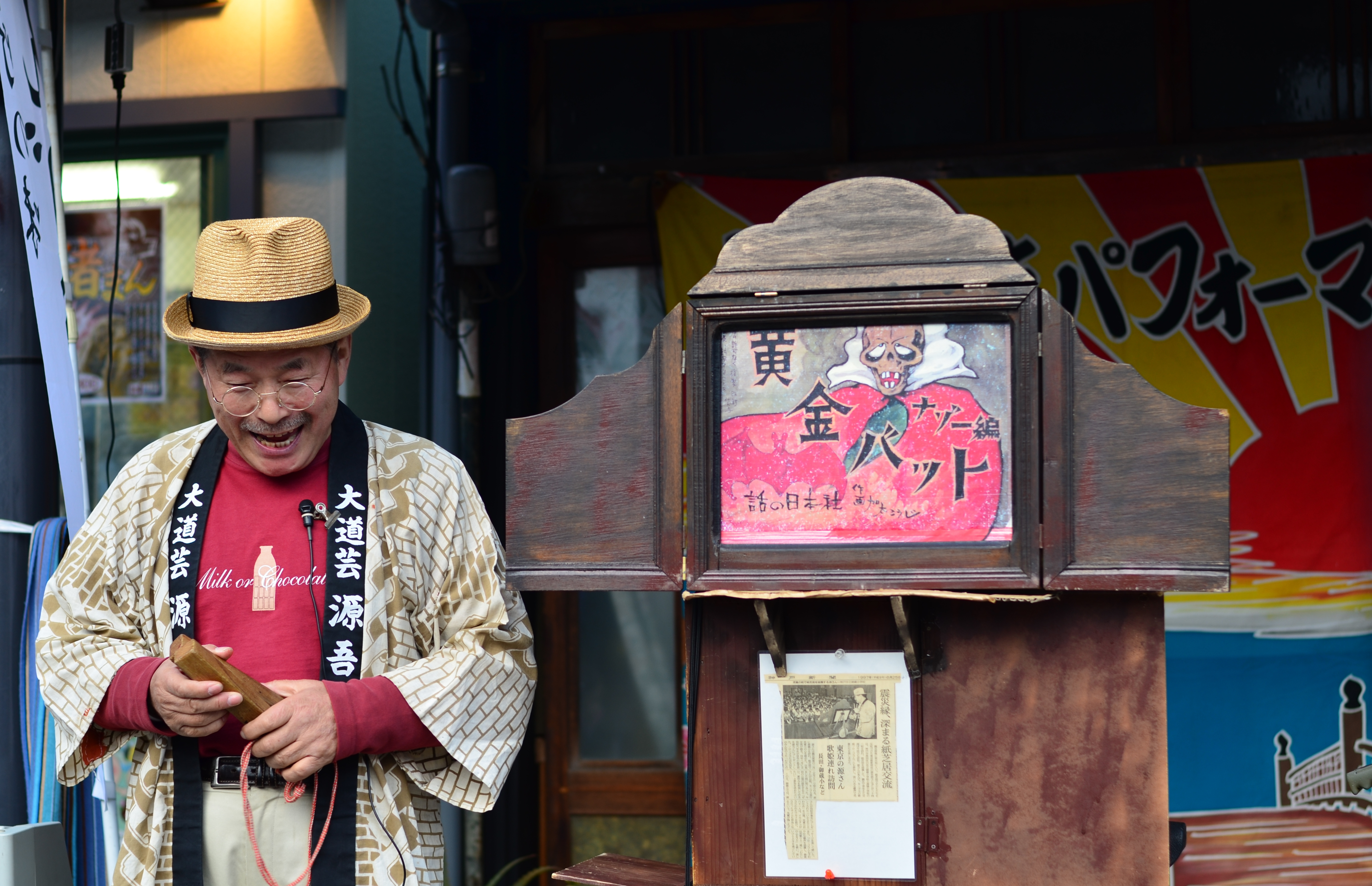
كاميشيبايا (فنان كاميشيباي) في طوكيو.

كاميشيباي (بالإنجليزية: Kamishibai)‏، (باليابانية: 紙芝居، "مسرحية ورقية أو  مسرح التصاوير") هو شكل من أشكال مسرح الشارع ورواية القصص اليابانية التي كانت شائعة خلال فترة الكساد الكبير في الثلاثينيات وفترة ما بعد الحرب في اليابان حتى ظهور التلفزيون في منتصف القرن العشرين. يؤدي الكاميشيباي الراوي أو الحكاواتي الذي يسمى كاميشيبايا، وهم الذين يسافرون إلى زوايا الشوارع مع مجموعات من الألواح المصورة التي يضعونها في جهاز صغير يشبه المسرح ويسردون القصص عن طريق تغيير الصور في كل مشهد.
وتعود أصول الكاميشيباي إلى المعابد البوذية اليابانية، حيث استخدم الرهبان البوذيون من القرن الثامن فصاعدًا إيماكيمونو («مخطوطات الصور») كمساعدات تصويرية لسرد تاريخ الأديرة، وهو مزيج مبكر من الصورة والنص لنقل قصة.

## التاريخ

### الأصل
الأصول الدقيقة لكاميشيباي خلال القرن العشرين غير معروفة. ومع ذلك، يعتقد أن كاميشيباي له جذور عميقة في تاريخ فن إيتوكي الياباني (رواية القصص التصويرية)، والتي يمكن إرجاعها إلى مخطوطات إيماكي في القرن 12، مثل تشوجو غيغا (المخلوقات المرحة)، المنسوبة إلى الكاهن توبا سوجو (1053-1140). تصور المخطوطة رسوما كاريكاتورية حيوانية مجسمة تسخر من المجتمع خلال هذه الفترة ولكن ليس لها نص، مما يجعلها مساعدة تصويرية للقصة. وبالتالي يمكن اعتباره مقدمة مباشرة للكاميشيباي.

### العصر الذهبي

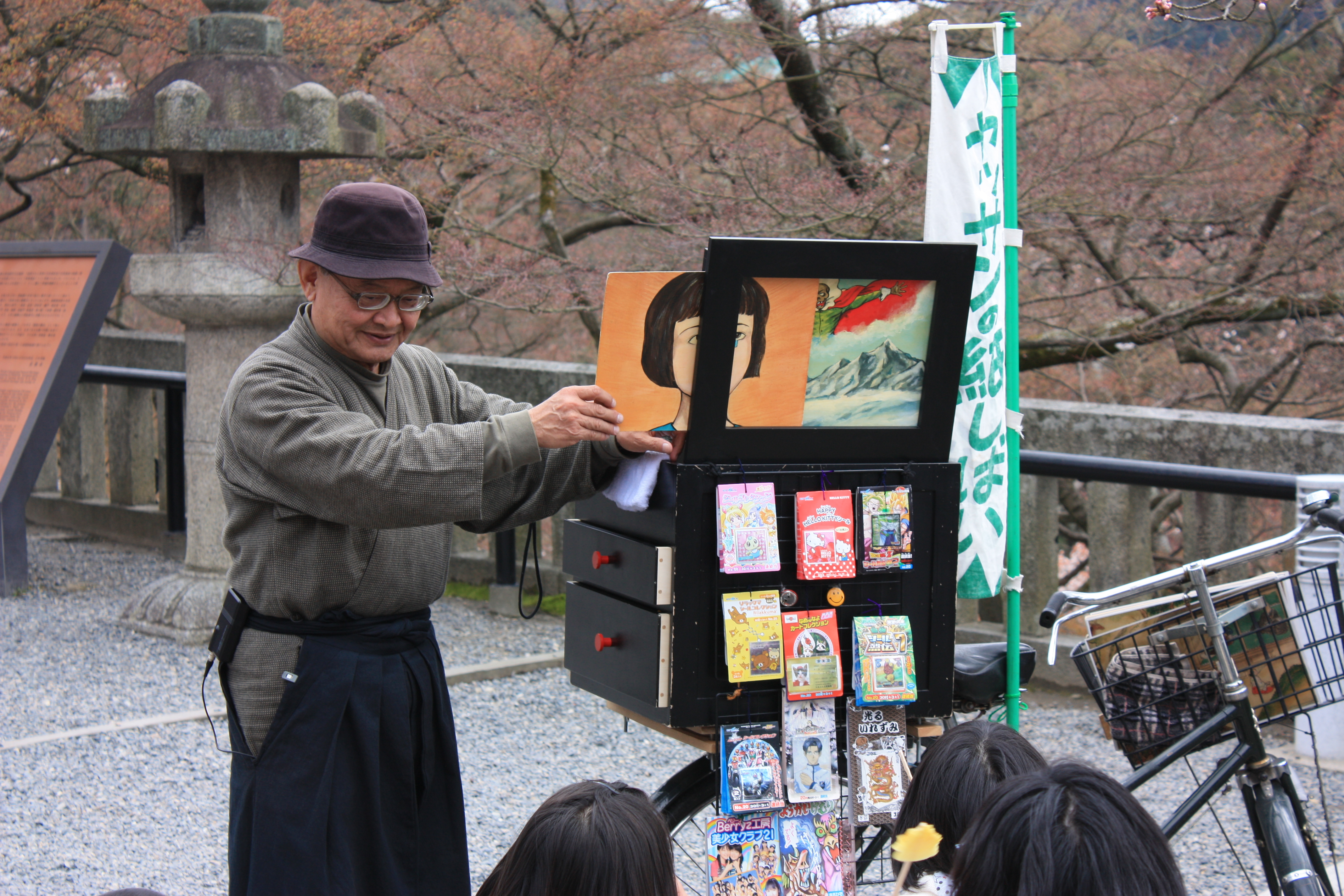
راوية قصص كاميشيباي في معبد كيوميزو

أصبحت الكاميشيباي والرسوم المتحركة والرسوم الهزلية شائعة بشكل كبير خلال فترة الكساد الكبير في الثلاثينيات وبعد استسلام اليابان لقوات الحلفاء في أغسطس 1945 في نهاية الحرب العالمية الثانية. تُعرف هذه الفترة باسم «العصر الذهبي» لكاميشيباي في اليابان. أعطى القصاصون من خلال ما رووه من القصص خلال هذه الفترة نظرة ثاقبة لأذهان الناس الذين عاشوا خلال هذه الفترة المضطربة في التاريخ. وعلى عكس الصعوبات التي فرضها الكساد، في عام 1933، كان هناك 2500 كاميشيبايا (قاص أو حكواتي) في طوكيو وحدها، والذين يؤدون عشر مرات في اليوم لجمهور يصل إلى ثلاثين طفلاً، أي ما يعادل إجمالي مليون طفل في اليوم. كانت سنوات الكساد هي الأكثر ازدهارًا وحيوية بالنسبة للكاميشيباي: مع وجود 1.5 مليون عاطل عن العمل في طوكيو في عام 1930، فقد وفرت فرصة عمل مناسبة لكثير من الناس.
عندما كان الجمهور يصل ويتجمع كان الحكاوتيون يبيعون الحلويات للأطفال كرسوم للعرض الذي كان مصدر دخلهم الرئيسي. وقاموا بعد ذلك بكشف البوتاي، وهو مسرح خشبي مصغر يحتوي على اللوحات المصورة ليغيرها الراوي بينما يروي (ويقدم المؤثرات الصوتية) القصة الشفهية.

## وصلات خارجية
- Atelier Kamishibai Artist Community
- Official Kamishibai Artist Forums
- ZiRKUSOFiA Cuentos y Talleres de Kamishibai.
- Doshin-sha kammishibai books باللغة اليابانية
- The International Kamishibai Association of Japan (IKAJA) باللغة الإنجليزية
- Kamishibai for Kids باللغة الإنجليزية
- Storycard Theater
- Kreashibai website and shop باللغة الألمانية
- Review of Manga Kamishibai: The Art of Japanese Paper Theater on PopMatters.com
- Entry in موسوعة الخيال العلمي [الإنجليزية]
- Manga's story starts with kamishibai